# Jim Kouf
James „Jim“ Kouf (* 24. Juli 1951 in Hollywood, Kalifornien) ist ein US-amerikanischer Drehbuchautor, Film- und Fernsehproduzent sowie Regisseur.

## Leben
Jim Kouf begann seine Karriere im Filmgeschäft als Drehbuchautor in den frühen 1980er Jahren. Bei mehreren Filmen arbeitete er mit dem Regisseur John Badham zusammen. Ebenfalls in den 1980er Jahren sammelte er erste Erfahrungen als Produzent in verschiedenen Positionen. In den 2000er Jahren wandte er sich diesbezüglich dem Fernsehen zu. So war er bspw. von 2011 bis 2017 an der Serie Grimm beteiligt, die er auch als Autor begleitet hat und deren Konzept er mitentwickelte. Ein Drehbuchautor, mit dem er häufiger zusammenarbeitete, ist David Greenwalt.
Sein Hauptschwerpunkt als Drehbuchautor liegt auf Komödien. 
1986 gab er mit Miracles – Ein ganz unglaubliches Abenteuer sein Debüt als Regisseur. 1989 folgte der Film Im Tresor ist die Hölle los. Seinen dritten Film Gangland – Cops unter Beschuß inszenierte er 1997, zuletzt drehte er A Fork in the Road. Für alle seine Regiearbeiten verfasste er auch jeweils das Drehbuch.

## Filmografie (Auswahl)
Als Drehbuchautor
- 1981: Wacko
- 1983: Class
- 1984: Das turbogeile Gummiboot (Up the Creek)
- 1985: Shaker Run
- 1987: The Hidden – Das unsagbar Böse (The Hidden)
- 1987: Die Nacht hat viele Augen (Stakeout)
- 1989: Im Tresor ist die Hölle los (Disorganized Crime)
- 1993: Die Abservierer (Another Stakeout)
- 1995: Operation Dumbo (Operation Dumbo Drop)
- 1997: Gangland – Cops unter Beschuß (Gang Related)
- 1998: Rush Hour
- 2002: Snowdogs – Acht Helden auf vier Pfoten (Snow Dogs)
- 2004: New York Taxi (Taxi)
- 2004: Das Vermächtnis der Tempelritter (National Treasure)
- 2009: A Fork in the Road
- 2011–2017: Grimm (Fernsehserie)
- 2016: Money Monster

Als Produzent
- 1987: Die Nacht hat viele Augen
- 1993: Indian Summer – Eine wilde Woche unter Freunden (Indian Summer)